# Antvorskov Højskole
Antvorskov Højskole var en højskole, der lå i Antvorskov ved Slagelse og siden i Skælskør under navnet Skelskør Folkehøjskole. 
Højskolen blev oprettet i 1908 af Niels Eggert, der begyndte som lærer på Frederiksborg Højskole. Eggert placerede sin nye skole ved siden af frimenighedspræst Niels Daels menighedsskole Liselund i Antvorskov. Niels Eggert var forstander til sin pludselige død i 1915. I 1920 blev skolen købt af seks af skolens lærere, men blev siden afhændet til Frederik Nørgaard (1878-1945), der var forstander for højskolen fra 1920 til 1935. Senere blev præsten Peter Dons Augustinus (1885-1963) forstander for og ejer af Antvorskov Højskole, og i 1960'erne hed forstanderne Inge og Erik B. Nissen. Nissen-parret er forældre til den senere generaldirektør for DR, Christian S. Nissen, der voksede op i Antvorskov.
Den nationalromantiske højskolebygning på Liselundvej er tegnet af bygmester Ejvind Mørch, der var leder af håndværksafdelingen på skolen. Bygningen er senere, i 1922, respektfuldt udvidet af Mørchs efterfølger Johannes Martin Olsen.
Højskolens sidste årsskrift udkom i 1972, og skolen i Antvorskov lukkede omkring 1972-1973. Skolen blev dernæst til Daneborg Højskole, der var højskole, til den nye Skælskør Folkehøjskole var indflytningsklar i 1973.
Helge Severinsen (født 1930) var både i mange år forstander på Antvorskov Højskole og forstander i Skælskør. Den nye højskolebygning i Skælskør smukt indpasset i det skrående fjordlandskab var tegnet af Tyge Arnfred og Viggo Møller-Jensen (Fællestegnestuen). Skælskør Folkehøjskole lukkede i 2005, men påtænktes omdannet til kurcenter for overvægtige unge. Den senere kulturminister Ebbe Lundgaard var forstander for Skælskør Folkehøjskole i tiden 1978-1985. I 2021 blev skolens faldefærdige bygninger revet ned.
Den gamle ejendom i Antvorskov blev erhvervet af staten og var fra 1974 til 2007 hjemsted for Militærnægteradministrationen. Ejendommen og grunden er overgået til det statslige ejendomsselskab Freja Ejendomme, der planlægger et boligbyggeri i højskolens tidligere park. Selve højskolebygningen er nu inddelt i lejligheder, som er beboede af private.